# Informovaný souhlas
Informovaný souhlas (někdy též poučený souhlas) je formou informovaného rozhodnutí, kterým daná osoba vyjadřuje souhlas s určitou skutečností, respektive s provedeném určitého úkonu (například dotazníkového šetření). S pojmem informovaný souhlas se lze také setkat ve zdravotnictví, kde se využívá k vyjádření souhlasu s prováděním rizikových léčebných výkonů.

## Právní kontext
První koncepce informovaného souhlasu byla formulována po druhé světové válce, v roce 1946 v rámci tzv. norimberském kódu, který vzešel z Norimberských procesů v reakci na pokusy na lidech v koncentračních a vyhlazovacích táborech.
V Česku je (v případě zásahu do tělesné integrity) nutnost informovaného souhlasu regulována § 93-103 občanského zákoníku. Souhlas musí být v písemné formě, pokud by mělo jít o oddělení části těla, která se již neobnoví, o lékařský pokus nebo zákrok, který není nutný (s výjimkou přechodných kosmetických zákroků).
Také zákon o zdravotních službách zajišťuje právo na svobodné rozhodnutí každého pacienta (souhlas bez nátlaku, § 34). Podle tohoto zákona je možná hospitalizace (rozumí se doba delší než 24 hodin, dle§ 3, odst. 4) pacienta a poskytování mu zdravotních služeb bez jeho souhlasu v případech, kdy je tato osoba nezletilá nebo s omezenou svéprávností, dále v případech podezření z týrání, stejně tak soudem nařízené ochranné léčby, záchrany života nebo v případě hrozby vážného poškození zdraví, nebo na základě příkazu hospitalizace jiným státním orgánem (§ 38).

## Využití
Informovaný souhlas je vyžadován ve výzkumech, které zahrnují lidské subjekty a jejich osobní údaje, bez ohledu na techniku sběru dat. Jeho podstatou je ochrana osobních údajů podle zákona o ochraně osobních údajů. všech subjektů výzkumu a informátorů. Takové údaje mohou být zprostředkovány jak písemně (dotazník), tak ústně (rozhovor), případně audiovizuálně (záznam pozorování). Účelem informovaného souhlasu je zmocnit autora výzkumu k nakládání a prezentování získaných dat. V případě online zpracování dat uživatelé většinou neví, s čím souhlasí.

## Podoba (náležitosti a forma)
Rozlišujeme dvě základní podoby informovaného souhlasu, a sice aktivní a pasivní.
Aktivní souhlas nabývá podoby písemného prohlášení, ve kterém subjekt výzkumu deklaruje, že byl informován zejména o:
- účelu zkoumání, jeho průběhu, okolnostech a délce trvání,
- právech a povinnostech účastníků (např. právo pozdějšího odmítnutí účasti, povinnost zachovat anonymitu),
- možných negativních dopadech,
- odměně, byla-li sjednána.

Pasivní souhlas je uzavírán konkludentně (na základě projevu vůle), nenabývá tak přímo písemné podoby. Typickým příkladem je vyplnění dotazníku, při jehož vyplňování je udělen pasivní souhlas, pokud zúčastněný tak činil v dobré víře a nebyl k tomu nucen. Pasivního souhlasu je využíváno především při provádění anonymního dotazníkového šetření, a to především z důvodu slabého, respektive žádného vymezení práv a povinností mezi účastníkem a autorem výzkumu.
Rozlišuje se též souhlas udělovaný pouze k výzkumu a souhlas udělovaný jako souhlas se zprostředkování nabytých údajů třetí osobě, případně k prezentaci získaných dat.

## Podmínky ujednání
Informovaný souhlas by měl být ze své podstaty uzavírán předem, respektive před započetím zkoumání. V opačném případě se autor výzkumu vystavuje riziku, že subjekt výzkumu odvolá svou účast ve výzkumu, a tak znehodnotí celé zkoumání. Nicméně jej lze uzavřít i zpětně. Specifickým případem jsou kvalitativní přístupy, u kterých nelze vyloučit změnu postupu, cílů apod., a u kterých je proto nutné žádat o souhlas opakovaně.
Udělení souhlasu může provést pouze osoba plně svéprávná. Za osoby, které nejsou plně svéprávné, podává souhlas zákonný zástupce.

## Osvobození od povinnosti
Od povinnosti uzavření informovaného souhlasu se lze oprostit pouze z omezeného množství důvodů. Osvobození lze provést pouze okamžitou anonymizací, čili vypuštěním všech poznatků, které by vedly k identifikaci subjektu výzkumu. Informovaného souhlasu není také třeba, jedná-li se o sběr dat z historických (soukromých i veřejných) archivů, nevyžaduje-li to zákon, případně vlastník archivu.
Tzv. skrytý výzkum (výzkum vedený bez zjevného vědomí subjektů o jejich průběhu) lze provést pouze v krajní situaci, kdy by provádění výzkumu jako takového bylo blokováno držitelem veřejné moci ve státě.